# Contea di Chiping
La contea di Chiping (茌平县S, Chípíng XiànP) è una contea della Cina, situata nella provincia dello Shandong e amministrata dalla prefettura di Liaocheng.